# میتسوبا ایباراکی
میتسوبا ایباراکی (انگلیسی: Mitsuba Ibaraki؛ زادهٔ ۷ مهٔ ۱۹۹۸) بازیکن فوتبال اهل ژاپن است.